# Dong Zhihao
Dong Zhihao (董志豪S; Zibo, 31 marzo 2005) è un nuotatore cinese.

## Carriera
Specializzato nella rana, ha vinto la medaglia d'oro nei 200 metri rana ai mondiali di Doha 2024.

## Palmarès
- Mondiali

Doha 2024: oro nei 200m rana.
Singapore 2025: argento nella 4x100m misti mista.
- Giochi asiatici

Hangzhou 2022: argento nei 200m rana.